# Xã Minonk, Quận Woodford, Illinois
Xã Minonk (tiếng Anh: Minonk Township) là một xã thuộc quận Woodford, tiểu bang Illinois, Hoa Kỳ. Năm 2010, dân số của xã này là 2.292 người.